# 히비노 노리히코
히비노 노리히코(일본어: 日比野 則彦, 1973년 9월 3일 ~ )는 일본의 게임 음악 작곡가로 오사카 출신이다. 메탈기어 솔리드 시리즈의 작곡가로 잘 알려져있다.

## 내력
오사카 대학교에서 1996년에 졸업한 뒤 버클리 음악 대학에서 1997년도에 학사를 취득했다. 그 후 켄사스 시티에서 재즈 솔로 아티스트로 활동하였다. 일본에 귀국하여 코나미사에 작곡가로 채용된 뒤 메탈기어 솔리드, 유희왕 게임 시리즈 등의 음악을 작곡했다.

## 대표 작품들
- 메탈 기어 솔리드 2: 선즈 오브 리버티
- 베요네타